# Храм Пророка Илии на Пороховых
Храм Свято́го Проро́ка Или́и на Пороховых — православный храм в Красногвардейском районе Санкт-Петербурга. Входит в состав Красногвардейского благочиния Санкт-Петербургской епархии Русской православной церкви.

## Предыстория
В 1715 году вдалеке от города, там, где сейчас стоит эта церковь, были основаны Охтинские пороховые заводы. В 1717 году на их территории была построена деревянная часовня, освящённая во имя святого Илии Пророка. В 1721 году часовня была разобрана и на её месте началось строительство деревянной церкви Илии Пророка, освящённой в 1722 году. В 1742—1743 годах деревянная церковь была заменена более широкой деревянной, но уже на каменном фундаменте, церковью Илии Пророка. Её освящение состоялось 18 июля 1743 года. В 1760 году к церкви был пристроен тёплый зимний придел, освящённый во имя Дмитрия Ростовского 27 декабря 1760 года. В церковной ограде было основано небольшое кладбище. Строительство церкви, стоящей там сейчас, началось в 1782 году, церковь строилась по проекту архитектора Николая Львова, предположительно при участии Ивана Старова. Достроена и освящена в 1785 году.

## Архитектура
Ильинская церковь построена в стиле раннего русского классицизма и представляет собой круглую ротонду, окружённую колоннадой из шестнадцати ионических колонн. Стены покрашены в жёлтый цвет. Между двумя колоннами расположены окна: внизу — арочные, вверху — круглые. По краю крыши проведена круглая балюстрада. Немного ближе к центру крыши на ней расположен приземистый купол чёрного цвета на низком, почти отсутствующем барабане. Купол венчает фонарик с крестом. Внутри церковного зала отсутствуют какие либо пилоны, делящие зал на нефы. Весь зал расписан голубым цветом, имитирующим небо. В центре потолка находится большой образ Иисуса Христа.

## История

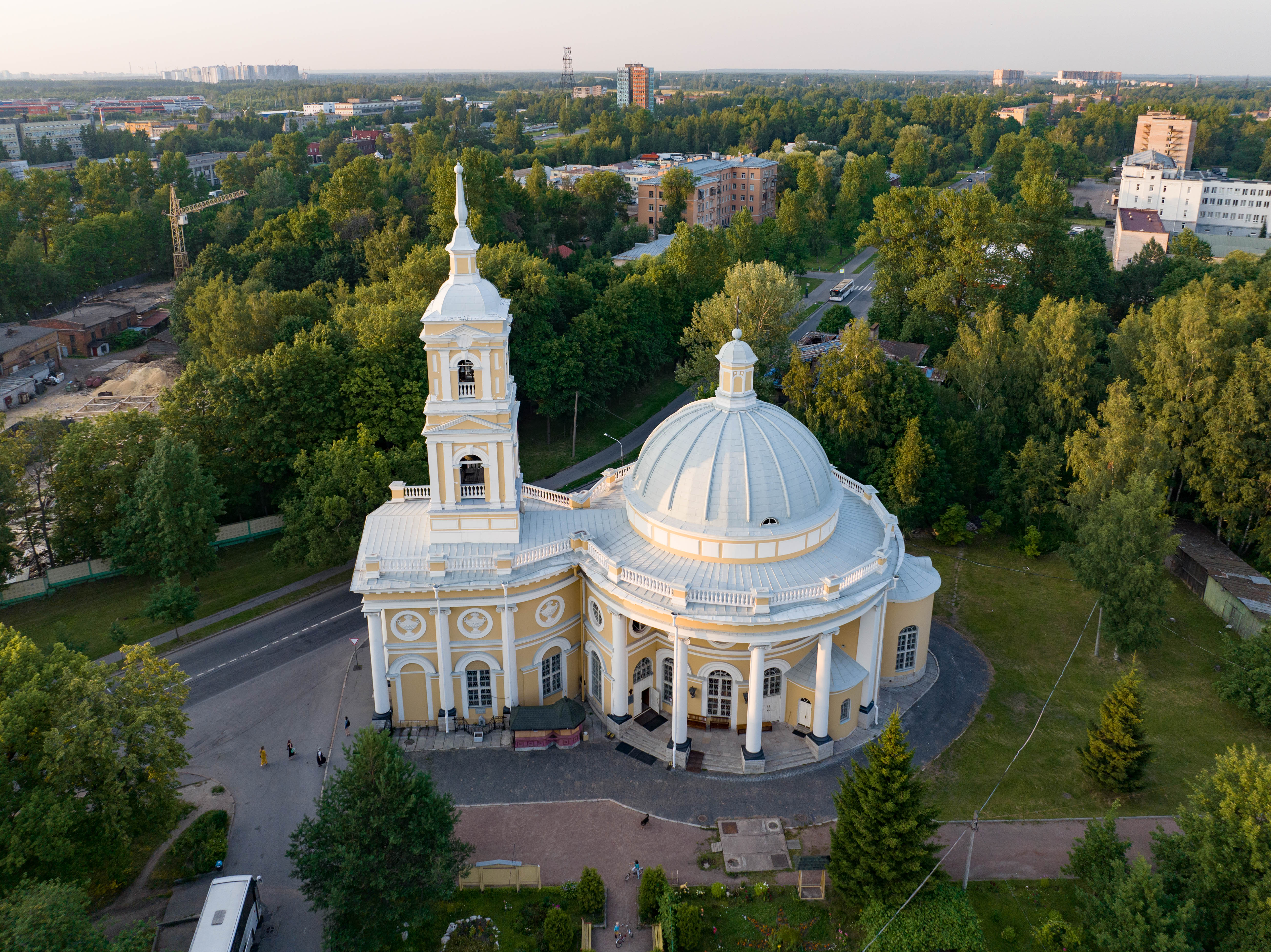
Вид на церковь и колокольню с дрона, 2022 год

В 1805—1806 годах по проекту архитектора Фёдора Демерцова к церкви был пристроен тёплый придел, освящённый во имя Александра Невского. Передний фасад пристройки украсил четырёхколонный ионический портик с треугольным фронтоном. Этот придел и основной объём храма не были объединены в одно целое, но расположены вплотную друг к другу. Северный и южный фасады пристройки украшают две ионических колонны. Над этой пристройкой возвысилась одноярусная колокольня со шпилем. В 1875—1877 годах Александро-Невский придел объединён с основным зданием церкви за счёт сооружения апсиды в восточной части придела и притвора в западной части храма. В 1901—1902 годах проведена ещё одна перестройка храма, во время которой колокольня была надстроена на один ярус и несколько изменена форма купола. Малое освящение перестроенной церкви состоялось 8 июля 1911 года. Колокольня декорирована пилястрами, оба яруса с каждой стороны завершает треугольный фронтон. Второй ярус завершает небольшой купол. Его завершением, в свою очередь, является фонарик, увенчанный шпилем с крестом.
8 мая 1923 года церкви был присвоен статус собора. С этого момента и до 1938 года храм принадлежал к числу обновленческих. 11 июля 1938 года Ильинский собор был закрыт, его здание передано МПВО. В 1974 году в здании храма произошёл пожар. В 1983 году после пожара начата реставрация храма, в 1988 году он был возвращён епархии. В алтарной преграде главного придела установлены Царские врата из иконостаса Большой церкви Зимнего дворца (1762 г.). 22 декабря 1988 года освящён не пострадавший от пожара Александро-Невский придел. В 1989 году освящён главный храм, он действует и поныне.